# Ulica Główna w Częstochowie
Ulica Główna – ulica w Częstochowie, w dzielnicy Gnaszyn-Kawodrza. Od wschodu przechodzi w ulicę św. Barbary, od zachodu w ulicę Przejazdową.
Ulica Główna jest położona w ciągu drogi krajowej nr 46. Wraz z ulicą Przejazdową tworzy drogę wylotową z Częstochowy w kierunku Lublińca czy Opola, a także dojazd do węzła Częstochowa Blachownia. Wzdłuż drogi (od południa) przebiega linia kolejowa nr 61.
Nazwa ulicy pochodzi stąd, że była ona główną ulicą miejscowości Kawodrza Dolna.
W październiku 2021 roku rozpoczęła się gruntowana przebudowa drogi. Oprócz ulicy Głównej przebudowano wówczas także ulicę Przejazdową oraz wybudowano nowy odcinek drogi od ulicy św. Jadwigi do ulicy Pułaskiego (tzw. obejście ulicy św. Barbary). Oficjalne otwarcie przebudowanej drogi miało miejsce 2 stycznia 2024 roku.